# ソフト99コーポレーション
株式会社ソフト99コーポレーション（英: SOFT99corporation）は、大阪府大阪市中央区谷町に本社を置く自動車・家庭用・産業用ケミカル用品の製造販売を行う大手メーカーである。

## 概要
創業者の田中勇吉が、1954年（昭和29年）に、大阪で「日東化学」を設立。当時はカーワックスが輸入製のモノしかなかったことに加え、価格も高かったことから、日本初の国産カーワックス「ネオポリッシュ」を製造・販売。1962年（昭和37年）には、同社のブランドネームとして「SOFT 99」を初採用。静電気発生防止剤を使った、画期的なカーワックス「オートワックス」の発売で、一躍人気を高めると共に、1973年（昭和48年）に販売された「ビラコート」で同社の地位を不動のモノとする。
現在の社名には、1993年（平成5年）に変更されている。また、現在はカーワックスの他にも、ガラコワイパー、カーペイント、カーケア商品を中心に各種製品を製造販売している。

## 主な商品

### カーケア用品
- フクピカ（1998年発売。拭くことで洗車とワックスの効果を得られる手軽さからヒットした）
- ガラコ（1991年発売。ガラスコーティング剤のトップシェアブランド）
- タイネット（1987年発売。非金属タイヤチェーン。）
- 99工房（1995年発売。DIY補修用品シリーズ）
  - ボデーペン（1978年発売。自動車用補修塗料。）
  - タッチアップペイント（筆付き塗料）
  - オーダーショップシステム（店頭での注文色オーダーシステム ）
  - エアータッチ（タッチアップペイントと組み合わせて使用するスプレー）
  - キズペン
- G'zox　（メンテナンスケミカルシリーズ）
  - ギガス (GIGAS) シリーズ　（添加剤シリーズ。燃費向上の根拠が無いとして、2008年2月8日、公正取引委員会より景品表示法違反（優良誤認）で排除命令を受けた[3]。）

### ホームケア用品
- メガネブク（1986年発売。大ヒットしたメガネ発泡洗浄剤。CMキャラクターは塩沢とき）
- メガネのシャンプー
- あっ!キレイシリーズ

### 施工店向け用品
- Beautiful G'zox リアルガラスコート　（業務用自動車用品。高機能ガラス系ボディコーティング）

## 沿革
- 1954年 - 当社前身である日東化学株式会社を大阪市に設立。
- 1962年 - 「ソフト99」名称による自動車用ワックス製品等の製造および販売を開始。
- 1984年 - CI導入。カーケミカル以外の分野にも活動領域を広げる。
- 1993年 - 商号を株式会社ソフト99コーポレーションに変更。
- 1998年 - プラスチック製容器の企画・販売会社「パナックス」の全株式を取得。
- 1999年 - アイオン株式会社発足。株式会社尼崎自動車教習所（現・アスモ）の全株式を取得。

## 社名の由来
1. ハンネリタイプの自動車のワックス製品のブランド名「ソフト99」より。ワックスが柔らかいから「ソフト」と、常に100％の製品を提供できるように日々努力するという意味の「99」を併せて「ソフト99」とした。
2. 百という数字がなかった頃、一番大きな数は九十九であった。 これ以上のものはない、という自信が名前の由来。
3. クルマを磨くとき「キュッ、キュッ」と鳴るから。

など様々な説があるが、漫画雑誌『ビッグコミックオリジナル』のあるコーナーでは1.が紹介された。

## 工場
- 三田工場（兵庫県三田市テクノパーク14-1）

## ソフト99グループ
グループのシナジー効果を追求しながら、車だけにとどまらず新事業領域へ積極的にチャレンジしており、人驚きや感動を与える製品・サービスを提供することで、企業グループとして事業の拡大、新分野の開拓を行っている。

### 国内
- アイオン株式会社（元カネボウの化成品事業部門。プラスセーヌなど）
- アスモ株式会社（教習事業「尼崎ドライブスクール」温浴事業「極楽湯」、「パナックス事業」樹脂製品デザイン・設計・製造・販売。）
- 株式会社ソフト99オートサービス（自動車鈑金塗装、ボディコーティング、自動車整備、オートリース、レンタカーなど車にまつわる様々なサービスを展開。）
- 株式会社くらし企画（旧社名:株式会社ニシモト、主に生活協同組合向けに家庭用品・化粧品・玩具・雑貨などの企画販売。）
- 株式会社オレンジジャパン（TPMS[注 1]の企画・開発・販売を行うファブレスメーカー。）
- 株式会社アンテリア（BMW、Mercedes-Benz、Audl、VW等の生産工場に金属研磨剤・カーケア ケミカルを供給する高級ブランド。）
- 株式会社ハネロン（電子機器の設計開発および生産をしている。通信・制御・計測機器の開発・遠隔監視装置・データ通信端末の製品化に注力している。）
- アズテック株式会社（病院・施設内での感染リスクの低減、業務効率の向上を目指した製品開発をしている。）

### 海外
- 上海速特99化工有限公司　（自動車用ケミカル用品の製造販売）

## テレビCM出演者（商品を含む）

### 現在
- 無し

### 過去
- 嵐寛寿郎（鞍馬天狗）（クイックワン）
- 紳助・竜介
- おすぎとピーコ（ボデーフレッシュ）
- 塩沢とき（メガネブク）
- 吉幾三（タイネット）
- ジャイアント馬場 （タイネット）
- ヤッターマン（タイネット）
- 徳大寺有恒（フッ素コート）
- ポール牧（ガラコ）
- 天才バカボン（フクピカ）
- 安田大サーカス（フクピカ）
- 山口もえ（エアータッチ）
- おのののか（スムースエッグ マイクロホイップ）
- 保田圭（フクピカ、ちなみにCM本編には『恋愛レボリューション21』の替え歌『拭くレボリューションいい感じ』が使用されている）
- マーフィー岡田　（カラーエボリューション）

## ラジオCM
- エアータッチ ラジオCM
- ガラコ ラジオCM
- タイネット ラジオCM
- フクピカ ラジオCM

## スポンサー番組

### 現在
2021年12月時点
- 無し。
  - 基本的にはスポットCM中心。全国ネットのテレビ提供は3ヶ月限定や週替わりとなっている事が度々である。

### 過去
テレビ番組
- 人生が変わる1分間の深イイ話（日本テレビ）
- ワールドプロレスリング（テレビ朝日）
- いきなり!黄金伝説。（テレビ朝日）
- 木曜洋画劇場（テレビ東京）
- 近未来×予測テレビ ジキル&ハイド（ABC）
- 必殺シリーズ（ABC、腸捻転解消後）
- ABCフラッシュニュース（ABC）
- 笑いの金メダル（ABC）
- 全日本大学女子駅伝（ABC・1997年）
- それいけ!!ココロジー（読売テレビ）
- 競馬中継（フジテレビ）
- 競馬中継（関西テレビ）
- 紳助の人間マンダラ（関西テレビ）
- 力の限りゴーゴゴー!!（フジテレビ）
- スキヤキ!!ロンドンブーツ大作戦（テレビ東京）
- スポーツフロンティア（テレビ朝日）
- ビートたけしのTVタックル（テレビ朝日）
※2013年4月1日放送「お試しかっ!」3時間スペシャルより提供開始。同年9月末まで。
- 所さんの学校では教えてくれないそこんトコロ!（テレビ東京）
- 林先生の初耳学（MBS制作・TBS系列） 
※2019年6月16日および23日放送のみ。
- グッド!モーニング（テレビ朝日、関東ローカル）※2021年11月のみ。月曜・5時50分頃のニュースコーナー、火曜の5時30分頃。など

ラジオ番組
- SOFT99 presents SHOWBIZ WORLD（文化放送）
- 朝日新聞ニュース、さわやかミュージック＜水曜日＞（朝日放送）

## モータースポーツ活動
- 2003年　全日本GT選手権シリーズ　G'ZOX 無限 NSX　（伊藤大輔、トム・コロネル）
- 2004年　全日本GT選手権シリーズ　G'ZOX・SSR・ハセミZ　（金石年弘・エリック・コマス）
- 2005年　SUPER GT　G'ZOX・HASEMI・Z　（金石年弘・エリック・コマス）
- 2013～2014年    井原慶子

### G'ZOXレディ
- 2003年　しいなまお
- 2004年　渡邊智子
- 2005年　安藤成子、吉田千晃